# Microterys bellae
Microterys bellae är en stekelart som beskrevs av Trjapitzin 1968. Microterys bellae ingår i släktet Microterys och familjen sköldlussteklar. Inga underarter finns listade i Catalogue of Life.